# Агапеев, Всеволод Николаевич
Все́волод Никола́евич Агапе́ев (1877—1948) — генерал-майор Русской императорской армии, участник Русско-японской и Первой мировой войн, позже — военачальник армии Украинской народной республики, политэмигрант во Франции, участник Белого движения.

## Биография
Православный. Из потомственных дворян Орловской губернии, уроженец Владикавказа. Сын военного инженера полковника Николая Антоновича Агапеева. Имел старшего брата Константина, 1873 года рождения.
Окончил Воронежский кадетский корпус (1894) и Павловское военное училище (1896, «по 1-му разряду»), откуда был выпущен в 39-ю артиллерийскую бригаду (Александрополь, Эриванская губерния).
В мае 1902 года окончил Николаевскую академию Генерального штаба (два класса — «по 1-му разряду» и дополнительный курс «успешно»), лагерный сбор отбывал в Кавказском военном округе.
В октябре 1902 года был причислен к Генеральному штабу и прикомандирован на два года к 131-му пехотному Тираспольскому полку (Киев) для прохождения цензового командования ротой.
В феврале 1904 года переведен в Генеральный штаб, с назначением старшим адъютантом штаба 7-й Восточно-Сибирской стрелковой дивизии, в составе которой участвовал в Русско-японской войне.
В конце апреля 1905 года был назначен помощником старшего адъютанта штаба Киевского военного округа, затем, в конце мая 1908 года, — исправляющим должность штаб-офицера для особых поручений при штабе 11-го армейского корпуса (Ровно).
С 1 мая по 4 сентября 1910 года отбывал цензовое командование батальоном в 132-м пехотном Бендерском полку (Киев). В сентябре того же года назначен старшим адъютантом штаба Киевского военного округа.
С 15 мая по 31 августа 1911 года и с 18 июня по 12 сентября 1912 года был в прикомандировании к Офицерской воздухоплавательной школе (Гатчина), обучение в которой закончил с удостоением звания «лётчик-наблюдатель».
В октябре 1912 года переведен в Санкт-Петербург, — назначен начальником отделения Главного управления Генерального штаба.
В июне 1913 года полковник Агапеев был назначен начальником штаба 38-й пехотной дивизии (Брест-Литовск), с которой вступил в Первую мировую войну. На июнь 1914 года — был холост.
5 июля 1915 года назначен командиром 141-го пехотного Можайского полка, а 7 октября 1916 года — начальником штаба 124-й пехотной дивизии (6-я Армия, Румынский фронт).
3 сентября 1917 года генерал-майор Агапеев, на основании приказа по Военному ведомству 1917 года № 530, отчислен от должности начальника штаба 124-й пехотной дивизии, с назначением в резерв чинов при штабе Одесского военного округа.
С декабря 1917 года Всеволод Николаевич Агеев — в украинской армии. С 10 мая 1918 года состоял членом Военно-научного комитета при Главном управлении Генерального штаба вооружённых сил Украинской державы. Затем был начальником штаба 5-го корпуса украинской гетманской армии. В январе—феврале 1919 года был помощником начальника штаба Юго-Западного фронта армии УНР, затем помощником атамана Оскилка, командующего Юго-Западного района армии УНР. 17 февраля 1919 года назначен начальником штаба Северной группы войск армии УНР. В конце апреля 1919 года участвовал в путче атамана Оскилка против Директории УНР, после поражения которого бежал в Польшу. 
В эмиграции — во Франции. Состоял членом Общества офицеров Генерального штаба. Жил под Парижем, из-за болезни переехал в Ниццу.
Умер в 1948 году в Ницце, в госпитале «Пастер», похоронен на местном кладбище.

## Чины
- Подпоручик (1896)[13]
- Поручик (1900)[14]
- Штабс-капитан (1902)[15]
- Генерального штаба капитан (1904)[16]
- Генерального штаба подполковник (1908)[17]
- Генерального штаба полковник (1911)[18]
- Генерального штаба генерал-майор (1916)[19]

## Награды
- Орден Святой Анны 4-й степени с надписью «За храбрость» (1904; утв. ВП от 16.12.1907)
- Орден Святого Станислава 3-й степени с мечами и бантом (1905; утв. ВП от 30.07.1905)
- Орден Святой Анны 3-й степени (ВП от 26.09.1906)
- Орден Святого Станислава 2-й степени (ВП от 06.12.1909)
- Орден Святого Владимира 4-й степени с мечами и бантом (05.11.1914; ВП от 07.11.1914, стр. 9)
- Орден Святой Анны 2-й степени с мечами (05.11.1914; ВП от 07.11.1914, стр. 9)
- Орден Святого Владимира 3-й степени с мечами (ВП от 28.06.1915)
- Георгиевское оружие (ВП от 12.07.1915), — …за то, что в боях под Ласком с 5-го по 17-е ноября 1914 года самоотверженно помогал начальнику дивизии управлять боем дивизии, подвергая свою жизнь явной опасности, верно и быстро оценивая обстановку и в особенности значение Юлеевского леса, содействовал начальнику дивизии в достижении цели, поставленной дивизии, т. е. наступлению от Ласка на Шадек[20].
- Высочайшее благоволение «за отличия в делах…» (ВП от 01.12.1916)

Медали:
- «В память Русско-японской войны» (1906)
- «В память 200-летия Полтавской битвы» (1909)
- «В память 100-летия Отечественной войны 1812 года» (1912)
- «В память 300-летия царствования Дома Романовых» (1913)

## Мнения

### Агапеев о себе
Я по происхождению русский, но всегда был противником как большевистского, так и деникинского монархизма и централизма. Я сторонник широкого демократизма и принципа самоопределения наций. Украину я люблю и служил ей ещё в декабре 1917 г. и в 1918 г. при Центральной Раде, а также в 1918 году при Гетмане и в 1919 году при Директории. Республиканское правительство Украины я признаю, сроднился с украинской армией и с полным удовлетворением вновь принес бы свои знания и опыт на пользу украинской армии.

### Мнения об Агапееве
Василий Прохода:

Он был почти единственным военным деятелем, который реально оценивал обстоятельства и своим мудрым руководством не допустил окончательной ликвидации фронта, как то произошло на юге и на востоке Украины.
Оригинальный текст (укр.)Він був майже єдиний воєнний діяч, який реально оцінював обставини і своїм розумним керуванням не допустив до передчасної ліквідації фронту, як то сталося на Сході та на Півдні (України)…

Антон Пузицкий:

Хотя генерал Агапеев плохо владел украинским языком, но он всей своей сущностью был украинцем. Его пылкая натура была целиком отдана украинскому делу. Насколько возможно было, он осуждал «атаманию», а с ней и наказаного атамана Александра Осецкого, который, по его мнению, разрушал всё то, что было украинским, что начинало жить здоровой реальной жизнью
Оригинальный текст (укр.)Хоч генерал Агапіїв зле висловлювався українською мовою, але він всією своєю істотою був українцем. Його палка натура була цілком віддана українській справі. Наскільки можна було він ганьбив „отаманію“, а з нею й наказного отамана (Олександра Осецького), який, на його думку, руйнував усе те, що було українське, що починало жити здоровим реальним життям.

Владимир Оскилко

[Агапеев] хотя и был москалём, но отдавался украинскому делу целиком и работал день и ночь, был неоценимым человеком, способным и высокоталантливым старшиной [офицером] Генерального штаба, с большой эрудицией и знанием своего дела, неразлучным моим помощником и соратником в каждом воинском деле, честным человеком и справедливым к своим подчинённым.
Оригинальный текст (укр.)(Агапієв) хоч і був москалем, але віддавався українській справі цілковито і працював день і ніч був неоціненним чоловіком, здібним і високоталановитим старшиною генерального штабу, з великою ерудицією та знанням свойого діла, нерозлучним моїм помічником і порадником у кожній військовій справі, чесним чоловіком і справедливим до своїх підлеглих.